# Ацетилцистеїн

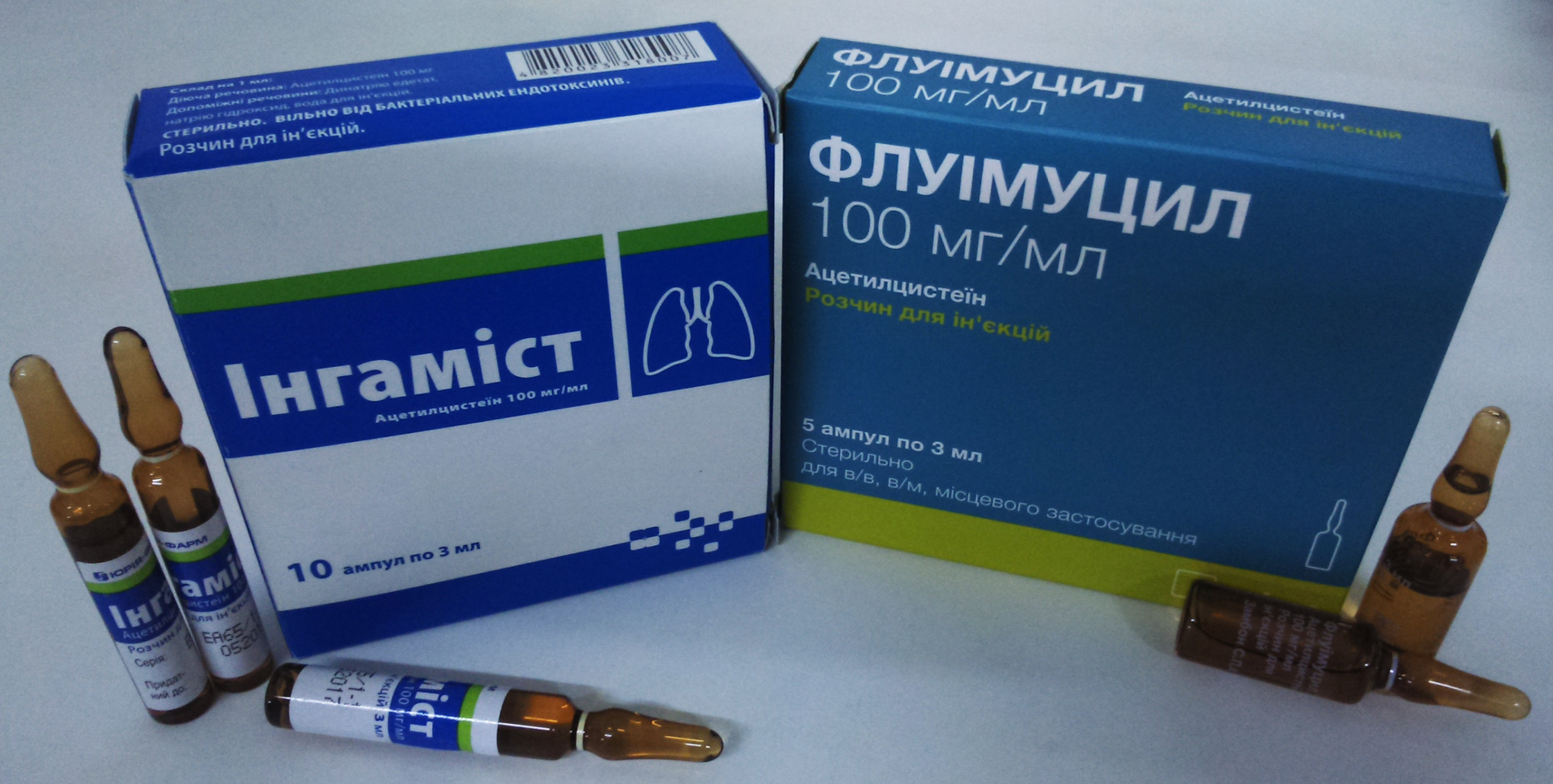
Препарати ацетилцистеїну для парентерального введення
(Інгаміст та Флуімуцил).

Ацетилцистеїн (лат. acetylcysteinum, англ. acetylcysteine), також N-ацетилцистеїн, N-ацетил-L-цистеїн — синтетичний препарат, що є по хімічній структурі похідним амінокислоти L-цистеїну та належить до групи муколітичних і відхаркувальних препаратів, що застосовується перорально, парентерально та інгаляційно. Уперше ацетилцистеїн синтезовано в Німеччині у лабораторії компанії «Hexal Pharma» (що натепер є частиною концерну «Sandoz») у 80-х роках ХХ століття, та уперше схвалений для застосування під торговою назвою «АЦЦ».[відсутнє в джерелі]

## Фармакологічні властивості
Ацетилцистеїн — синтетичний препарат, що за хімічною структурою є похідним амінокислоти цистеїну та належить до групи муколітиків та відхаркувальних препаратів. Механізм дії препарату полягає у деполімеризації та руйнуванні кислих мукополісахаридів бронхіального секрету; стимуляції синтезу секрету бокаловидних клітин епітелію дихальної системи, який має здатність до лізису гною, фібрину та згустків крові. Усі ці ефекти в сумі забезпечують розрідження мокротиння та полегшення його відходження із дихальних шляхів. Недоліком ацетилцистеїну є той факт, що при надмірному розрідженні мокротиння, надмірному застосуванні муколітичних засобів, порушенні дозування препарату або одночасному застосуванні протикашльових засобів (особливо у дітей раннього віку) може спостерігатися синдром «затоплення» або «заболочування» легень, при якому спостерігається накопичення мокротиння у дихальних шляхах із порушенням її відходження у зв'язку із пригніченням кашльового рефлексу. Ацетилцистеїн має непряму антиоксидантну дію, що пов'язана із збільшенням синтезу антиоксидантної сполуки — глутатіону, а також має пряму захисну дію на клітини організму від дії вільних радикалів. Глутатіон є одним із факторів захисту клітин від ендогенних та екзогенних токсичних речовин (оксидів азоту, сірки та інших речовин, у тому числі тих, що входять до складу тютюнового диму), нейтралізуючи ці фактори за рахунок сульфгідрильної групи цистеїну (в тому числі пошкодження, які викликані вдиханням тютюнового диму). Ацетилцистеїн має властивості неспецифічного антитоксичного препарату, що поєднує властивості неспецифічного токсикотропного препарату (речовини, що вступає у фізико-хімічну взаємодію з молекулами токсичних речовин) та неспецифічного токсикокінетичного препарату (речовини, яка збільшує швидкість розпаду токсичної речовини в організмі). Ці властивості ацетилцистеїну дають можливість застосовувати препарат при отруєнні парацетамолом, альдегідами, фенолами та іншими токсичними сполуками. В літературі описані випадки успішного застосування ацетилцистеїну при отруєннях дихлоретаном, сполуками миш'яку та блідою поганкою. Окрім цього, антиоксидантна дія ацетилцистеїну має вплив на продукцію бронхіального слизу, що забезпечує мукорегуляторний ефект препарату. У літературі описана також антиоксидантна та протизапальна дія ацетилцистеїну при експериментальному застосуванні препарату при пародонтиті у щурів. Ацетилцистеїн має здатність уповільнювати еластолітичну деструкцію легеневої тканини та розвиток емфіземи легень, що є наслідком захисту від руйнування антипротеаз (у тому числі α1-антитрипсину), а при тривалому застосуванні (більше 8 тижнів) сприяє позитивній динаміці показників ФЗД у хворих хронічними обструктивними захворюваннями легень (переважно у хворих із середньоважким перебігом захворювання). Слід зазначити, що ацетилцистеїн, на відміну від деяких інших відхаркувальних препаратів (амброксолу та бромгексину), несумісний при одночасному застосуванні з антибіотиками (собливо бета-лактамними та тетрациклінами), особливо при сумісному застосуванні в небулайзері, а при пероральному прийомі різниця у часі прийому ацетилцистеїну та антибіотиків повинна становити не менше 2 годин. У літературі описано власна бактерицидна активність ацетилцистеїну проти Pseudomonas aeruginosa, Staphylococcus aureus, Enterococcus faecalis, Enterobacter cloacae, Staphylococcus epidermidis та Klebsiella pneumoniae та противірусна активність проти вірусу грипу типу А. Описано також використання ацетилцистеїну для розрідження та знезараження мокротиння при роботі з матеріалом, взятим для виявлення мікобактерій. У літературі описано також імуностимулюючий ефект ацетилцистеїну при застосуванні у хворих на СНІД, а також посилення дії інтерферону при одночасному застосуванні ацетилцистеїну у хворих гепатитом С. Проводяться дослідження можливості використання ацетилцистеїну при шизофренії, біполярному розладі, обсесивно-компульсивному розладі, аутизмі, інтоксикації психоактивними речовинами та лудоманії. Проводяться дослідження можливості застосування ацетилцистеїну при хворобі Альцгеймера та паркінсонізмі. Ацетилцистеїн має також нефропротективний ефект, що доведено використанням цього лікарського засобу при індукованій радіоконтрастними препаратами нефропатії, індукованого циклофосфамідом геморагічного циститу, а також при хронічній кадмійасоційованій нефротоксичності та зниженням нефротоксичності циклоспорину при профілактичному застосуванні ацетилцистеїну.

### Фармакодинаміка
Ацетилцистеїн добре всмоктується та розподіляється в організмі як після перорального, так і після парентерального застосування, але біодоступність препарату складає лише 10% при пероральному застосуванні у зв'язку з ефектом першого проходження через печінку, при парентеральному застосуванні біодоступність препарату 100%. Максимальна концентрація в крові ацетилцистеїну досягається протягом 1—3 годин. Найвищі концентрації ацетилцистеїну досягаються у легенях (у тому числі у бронхіальному секреті), печінці та нирках. Ацетилцистеїн у помірній кількості (близько 50%) зв'язується з білками крові. Ацетилцистеїн проникає через плацентарний бар'єр та може накопичуватися в амніотичній рідині. Метаболізується препарат у печінці з утворенням як активних (цистеїн), так і неактивних метаболітів (неорганічні сульфати, диацетилцистеїн. Виводиться ацетилцистеїн з організму із сечею у вигляді неактивних метаболітів. Період напіввиведення препарату складає 1 година, при печінковій недостатності цей час може збільшуватися до 8 годин.

## Показання до застосування
Ацетилцистеїн застосовується при гострих та хронічних захворюваннях дихальної системи, що пов'язані з порушеннями бронхіальної секреції — гострий та хронічний бронхіт, бронхоектатична хвороба, трахеїти, ларингіти, синусити, пневмонії, бронхіальна астма, бронхіоліт, муковісцидоз легень як у дорослих, так і дітей; для промивання дихальних шляхів при проведенні бронхоскопії; для профілактики та лікування ускладнень дихальної системи після проведення операцій, а також після проведення інтратрахеального наркозу. Ацетилцистеїн застосовується як антидот при отруєнні парацетамолом.

## Побічна дія
При застосуванні ацетилцистеїну можуть спостерігатися такі побічні ефекти:
- Алергічні реакції — нечасто (0,1—1%) висипання на шкірі, свербіж шкіри, екзема, кропив'янка, гарячка; дуже рідко (менше 0,01%) синдром Стівенса-Джонсона, набряк Квінке, синдром Лаєлла.
- З боку травної системи — нечасто (0,1—1%) нудота, блювання, сухість у роті, диспепсія, біль у животі, неприємний запах із рота, діарея.
- З боку дихальної системи — рідко (0,01—0,1%) диспное, ринорея, бронхоспазм, носова кровотеча; при інгаляційному застосуванні може спостерігатися рефлекторний кашель, подразнення дихальних шляхів, риніт, стоматит.
- З боку нервової системи — рідко (0,01—0,1%) головний біль, шум у вухах.
- З боку серцево-судинної системи — нечасто (0,1—1%) тахікардія, артеріальна гіпотензія.
- Зміни в лабораторних аналізах — дуже рідко (на фоні застосування високих доз препарату) подовження протромбінового часу, анемія.
- Місцеві реакції — припікання у місці внутрішньом'язового введення, гіперемія та припікання у місці внутрішньовенного введення.[3][26]

## Протипоказання
Ацетилцистеїн протипоказаний при підвищеній чутливості до препарату, при загостенні виразкової хвороби шлунку та дванадцятипалої кишки при кровохарканні та легеневій кровотечі. З обережністю препарат застосовується при вагітності та годуванні грудьми, печінковій та нирковій недостатності, захворюваннях надниркових залоз. Ацетилцистеїн не застосовується разом із протикашльовими препаратами у зв'язку із можливістю застою мокротиння на фоні пригнічення кашльового рефлексу. В Україні ацетилцистеїн не має обмежень по застосуванні у дітей раннього віку, але у новонароджених препарат застосовується виключно по життєвих показах.

## Форми випуску
Ацетилцистеїн випускається у вигляді таблеток по 0,1; 0,2 та 0,6 г; гранул для приготування 2 % розчину для прийому всередину в пакетиках по 0,2 і 0,6 г; 20 % розчину для інгаляцій в ампулах по 5 і 10 мл; 5 % розчину для ін'єкцій у ампулах по 10 мл і 10 % — по 2 та 3 мл. Ацетилцистеїн разом із тіамфеніколом є складовою частиною препарату «Флуімуцил антибіотик». Разом із туаміногептаном ацетилцистеїн входить до складу комбінованого препарату «Ринофлуімуцил». Ацетилцистеїн разом із амброксолом входить до складу комбінованого препарату «Хелпекс бриз».

## Синоніми
Acetadote, Рапіра, Інгаміст, Флуімуцил, ACETIN, (R)-mercapturic acid, Acetilcisteina, Acetylcysteine, Acetylcysteinum, L-acetylcysteine, Mercapturic acid, N-acetylcysteine, Cetylev, ACEVIZ, ALPAC, ENUMINE NAC